# Ligne de Caen à Cerisy-Belle-Étoile
La ligne de Caen à Cerisy-Belle-Étoile, parfois appelée ligne de Caen à Flers, est une ligne française de chemin de fer à écartement standard non exploitée du réseau ferré national. Elle relie Caen à Flers en Normandie. Ce tronçon de l'axe Caen - Laval fut construit afin de désenclaver la ville en voie d'industrialisation de Condé-sur-Noireau. Cette ligne bénéficie d'un environnement paysager remarquable offert par la Suisse normande.
Elle constitue la ligne 412 000 du réseau ferré national.

## Histoire

### Chronologie
- Ouverture :
  - 9 novembre 1868 : ouverture de la section Berjou - Cerisy-Belle-Étoile
  - 10 mai 1873 : ouverture de la section Caen - Berjou
  - 8 juin 1946 : réouverture de la ligne à la suite du débarquement
- Fermeture au service voyageurs :
  - 31 mai 1970 : fermeture au service voyageurs de la ligne Caen - Cerisy-Belle-Étoile
- Fermeture au service marchandises :
  - 31 décembre 1978 : fermeture au service marchandises de la section Saint-Rémy - Berjou
  - 25 janvier 1987 : fermeture au service marchandises des sections Feuguerolles-Saint-André - Saint-Rémy et Berjou - Condé-sur-Noireau
  - 29 mai 1988 : fermeture au service marchandises de la section Condé-sur-Noireau - Cerisy-Belle-Étoile
  - 1er juin 1991 : fermeture au service marchandises de la section Caen - Feuguerolles-Saint-André
- Le train touristique :
  - 4 juillet 1993 : circulation du dernier train touristique[1]
- Tentative de réouverture :
  - 12 décembre 2006 : décision par le conseil régional de Basse-Normandie de sauver la ligne[2]
  - 25 juin 2009 : adoption par le conseil régional de Basse-Normandie d'un plan Rail 2020 incluant la ligne
  - 4 février 2010 : décision d'expérimenter un train touristique entre Berjou-Pont-Érambourg et Cerisy-Belle-Étoile à partir de l'été 2011 (projet non réalisé)
  - Septembre 2021 : annonce par la région Normandie de réflexion sur la réouverture de cinq lignes dont la ligne SNCF Caen-Flers[3].

### Genèse
Afin de développer l'industrie de la vallée de l'Orne (tissage, filature, papeteries, fours à chaux, moulins), on décide de relier Caen et son port à la ligne Paris - Granville. Un décret du 3 octobre 1860 déclare d'utilité publique la construction d'une ligne de chemin de fer entre Caen et Flers. La ligne est concédée à titre définitif à la Compagnie des chemins de fer de l'Ouest par une convention signée le 1er mai 1863 entre le ministre des Travaux Publics et la compagnie. Cette convention est approuvée par décret impérial le 11 juin 1863.
La construction d'un embranchement ferroviaire d'environ 19 km entre la halte de Cerisi-Belle-Étoile, sur la ligne Paris - Granville, et Berjou commence en 1862 avec une main d'œuvre importante venue de Bretagne. La ligne Cerisy-Belle-Étoile - Berjou est inaugurée le 9 novembre 1868. Cinq ans plus tard, le 15 mai 1873, la ligne est prolongée jusqu'à Caen. Le premier voyage commercial est effectué le 12 mai 1873. À partir de 1908, la ligne est gérée par l'Administration des chemins de fer de l'État, après la faillite de la Compagnie des chemins de fer de l'Ouest.
Au meilleur de son activité, la gare de Pont-Érambourg doit gérer plus d'une douzaine de trains de marchandises par jour, tandis que 15 trains de voyageurs s'y croisent quotidiennement.
Après l’utilisation de rames comportant des voitures "État" à essieux surnommées "cages à poules" pour le service voyageur, les premiers autorails circulent à partir de 1931 pour la desserte Caen - Laval.
Au moment de la création de la SNCF en 1938, le trafic de l'embranchement particulier des mines de Feuguerolles-Saint-André est le plus important du réseau ouest.

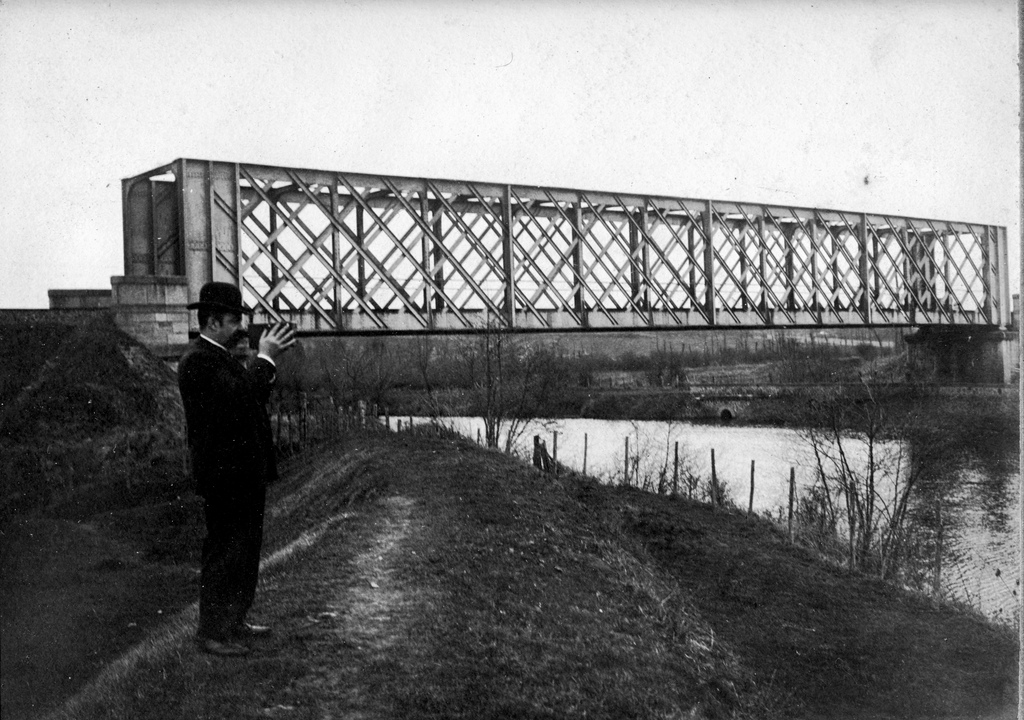
Pont sur l'Orne à Allemagne (actuellement Fleury-sur-Orne).

Pendant la Seconde Guerre mondiale, la ligne souffre des bombardements de l'été 1944, principalement aux villes et gares de Condé-sur-Noireau et de Thury-Harcourt. À partir du 11 avril 1944, la circulation est restreinte à La Lande-Clécy au départ de Caen. Par ailleurs, c'est la seule ligne encore utilisable par les occupants au matin du 5 juin. À la suite d'un message codé émis le 5 au soir sur la BBC : Le champ du laboureur dans le matin brumeux, plusieurs résistants du maquis Saint-Clair font sauter la voie dans la nuit, près du passage à niveau de Grimbosq. La voie est toutefois rapidement remise en service à partir du 8 juin 1946. 
En 1946, elle permet l'arrivée en gare de Mutrécy de deux wagons d'aide humanitaire offerte par les habitants d'Yverdon-les-Bains, en Suisse romande, pour les sinistrés d'Évrecy.

### Après la Seconde Guerre mondiale
Après deux ans d'interruptions, la ligne est rouverte le 8 juin 1946.
À partir des années 1950, le service voyageur est assuré par les célèbres autorails X 3800 dits "Picasso".
Le service voyageur est supprimé en 1970 avec le dernier voyage des Picasso le 3 mai. Le tronçon Berjou-Pont-d'Ouilly avait déjà été fermé le 3 novembre 1969 (et le tronçon Pont-d'Ouilly-Falaise l'avait été le 1er mars 1938). Quant aux trains de marchandises, ils roulent encore jusqu'en décembre 1979.
On tente d'exploiter la ligne pour des trains touristiques, de 1991 à 1993, avec un autorail RGP 2 (X 2719). Mais sans grand soutien des autorités, malgré un succès populaire de 40 000 voyageurs en deux ans (6e train touristique de France), cette expérience est un échec.
Depuis, l'amicale pour la mise en valeur de la ligne Caen-Flers (ACF) milite pour la réouverture de la ligne de Caen à Flers et la sauvegarde du matériel roulant. Elle assure l'entretien de la voie. Elle développe de plus une animation à Pont-Érambourg, le Dépôt-musée de Pont-Érambourg autour d’une halle à marchandises qui date de la fin du XIXe siècle. Elle propose aussi des cyclo-draisines (vélos-rail) sur deux anciennes portions de voie.

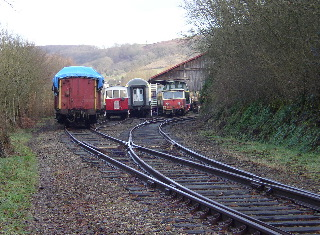
La gare de Pont-Érambourg.
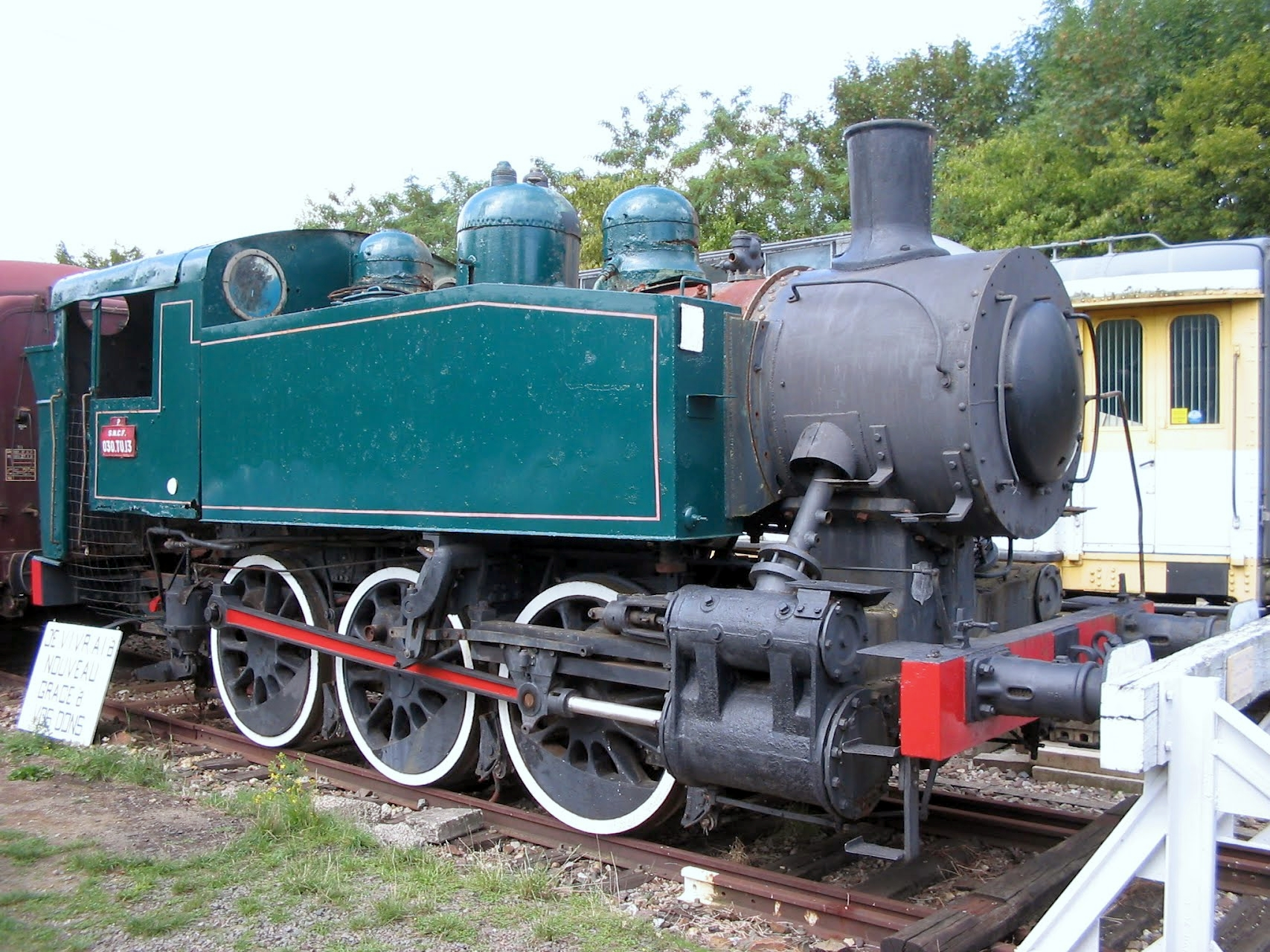
La locomotive 030 TU 13.
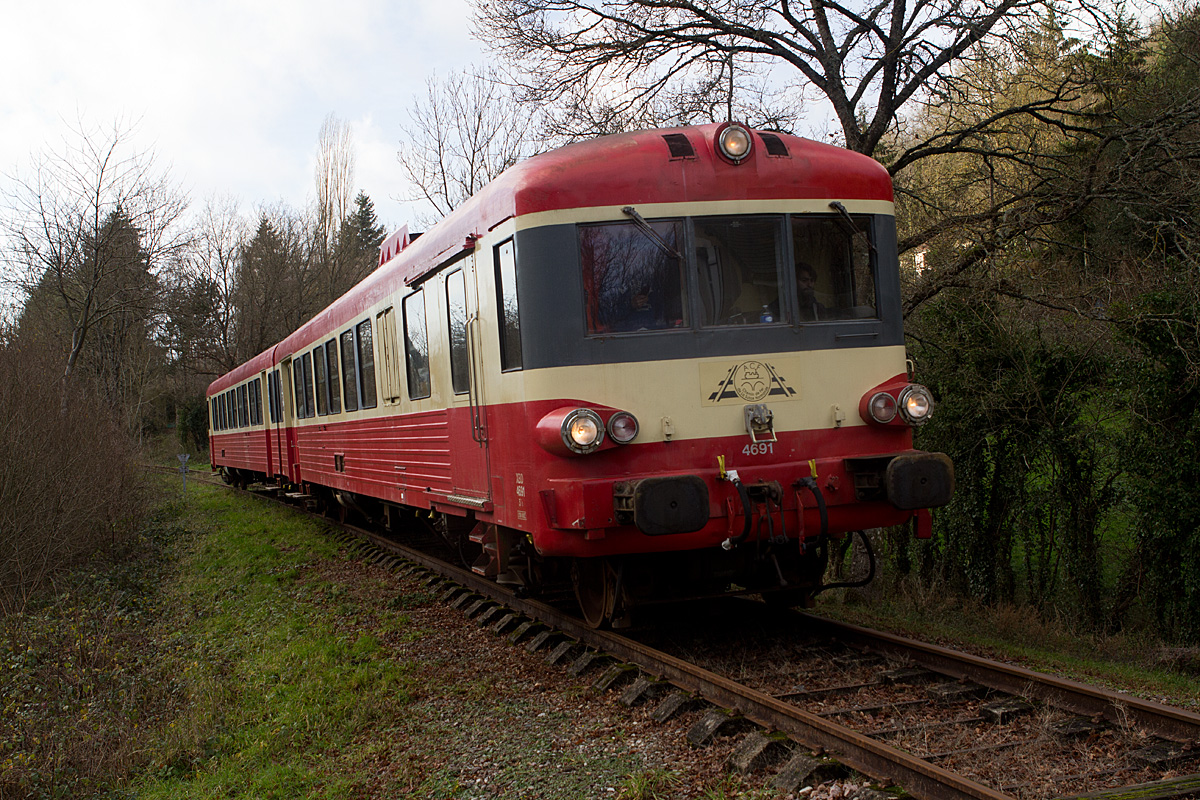
X4691 de l'ACF entre Pont Erambourg et Berjou.
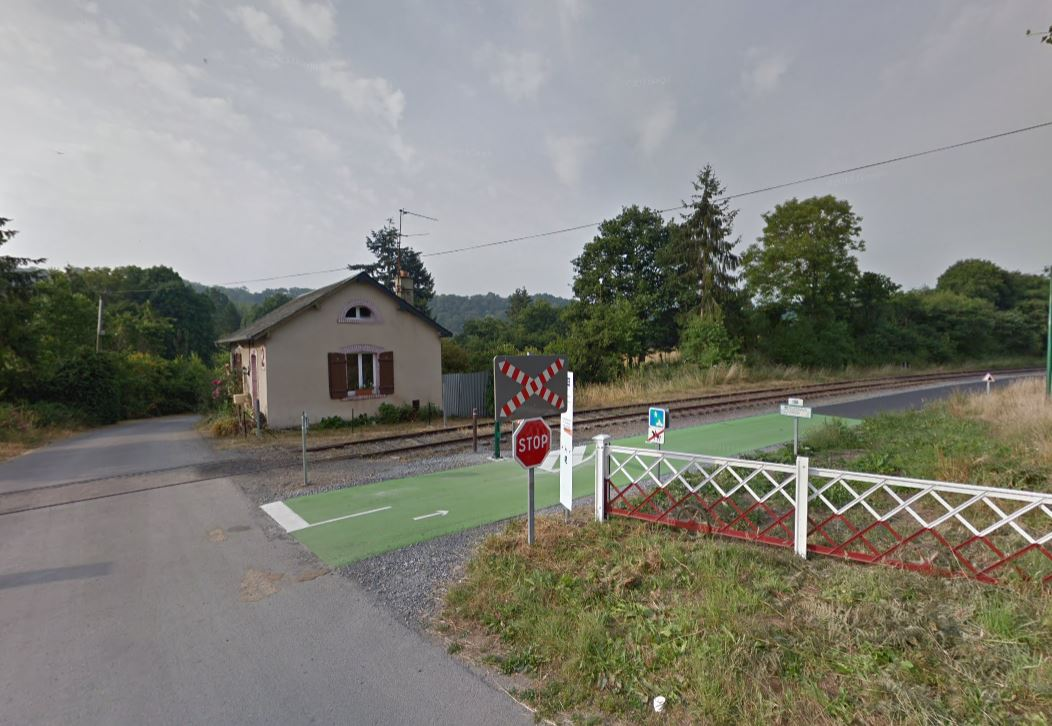
Val de Maizet voie verte de la Suisse (PN12)
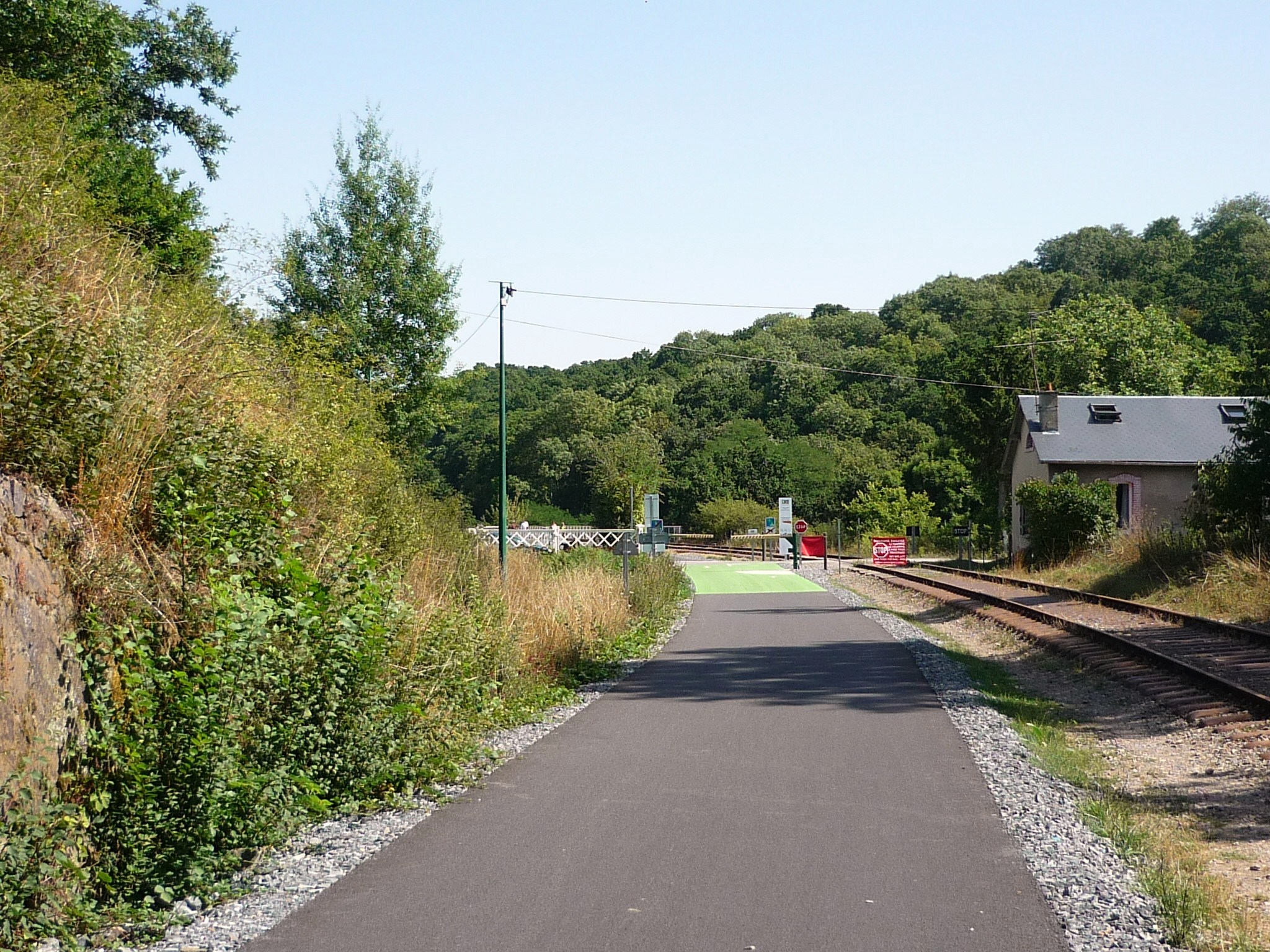
La voie verte de la Suisse Normande au Val Maizet.

## Infrastructures

### Liste des gares
- Gare de Caen
- Gare de Feuguerolles - Saint-André
- Gare de Mutrécy
- Halte de Grimbosq
- Gare de Thury-Harcourt
- Gare de Saint-Rémy (Calvados) démolie en 1990 à la suite d'une tempête
- Gare de Clécy-Bourg
- Gare de La Lande-Clécy
- Gare de Berjou (embranchement)
- Gare de Pont-Érambourg
- Gare de Condé-sur-Noireau
- Gare de Caligny
- Halte de Cerisi-Belle-Étoile (embranchement)
- Gare de Flers

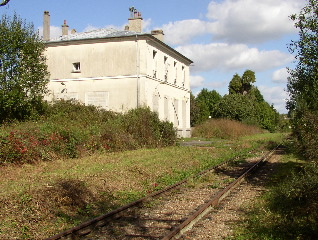
Quai de la gare de Condé-sur-Noireau.
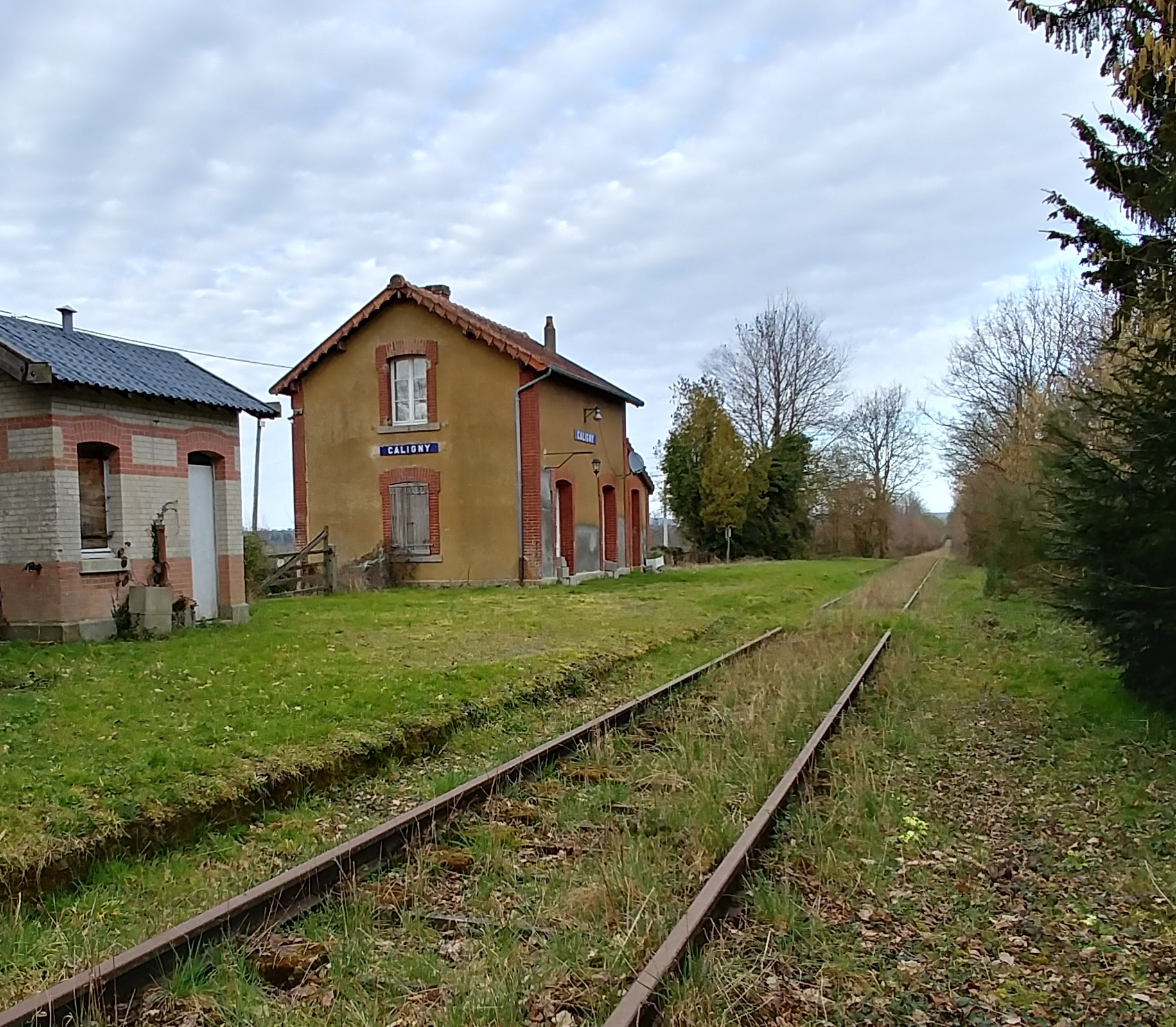
Gare de Caligny.

### Liste des ouvrages d'art remarquables

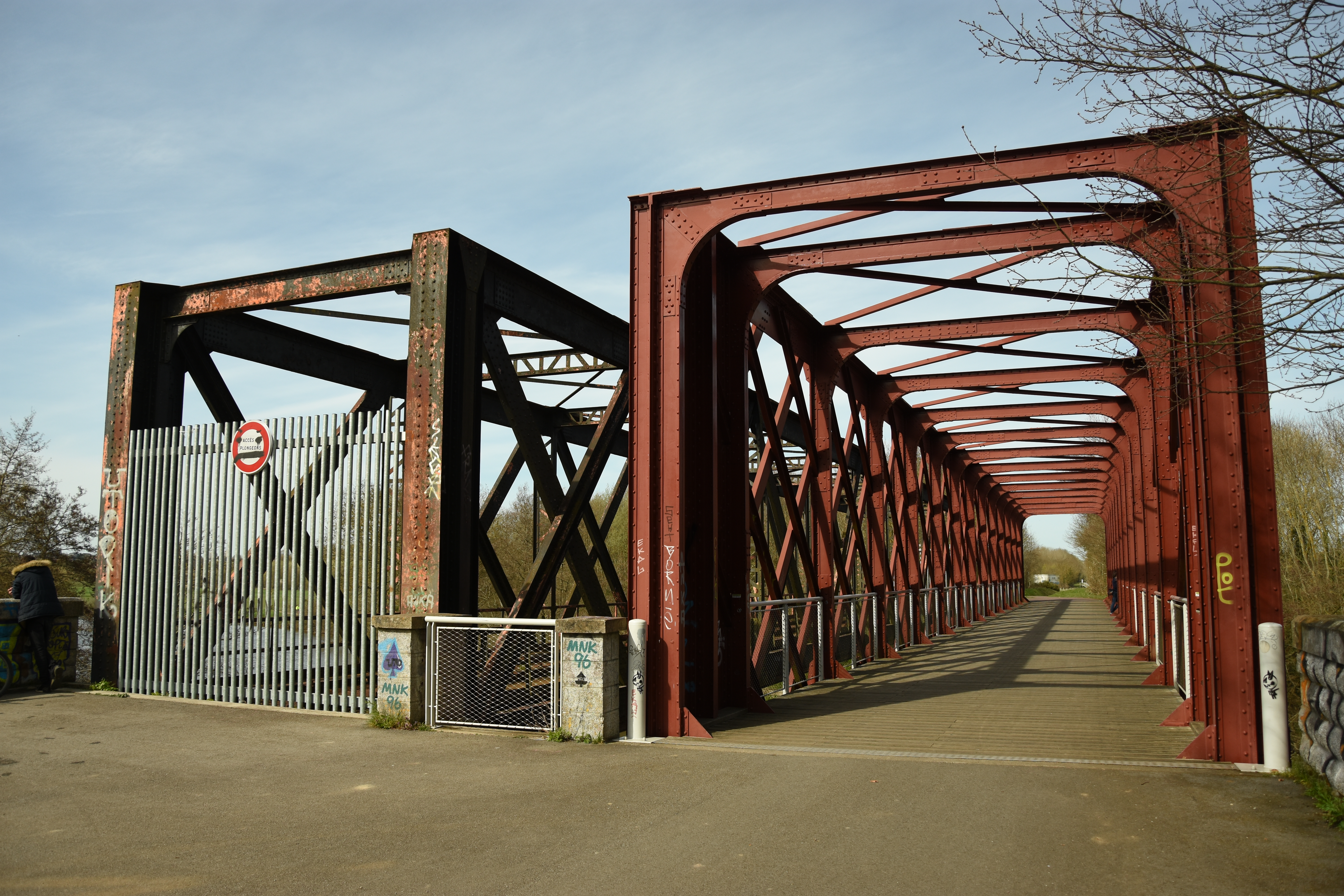
Pont ferroviaire de Fleury-sur-Orne

- le pont de fer (Fleury-sur-Orne) ;
- le pont de Feuguerolles ;
- le viaduc de Pouquet ;
- le viaduc de Sainte-Anne ;
- le tunnel des Gouttes (longueur : 1 791 m) ;
- le tunnel du Hom (longueur 160 m) ;
- le viaduc de La Lande (Clécy) ;
- le viaduc des Bordeaux.

### Particularités
Juste avant le tunnel depuis Pont-Érambourg vers Pont-d'Ouilly se trouve un viaduc maçonné dénommé le pont des bordeaux. Au pied de ce viaduc se trouve la route qui longe donc cette voie en passant aussi sur un pont. Pont qui fut détruit lors de la Seconde Guerre mondiale et, lors de la reconstruction de ce pont routier, on utilisa l'un des morceaux du port artificiel d'Arromanches afin de rétablir la circulation.
Le dépôt-musée de Pont-Érambourg présentait une locomotive à vapeur mythique : la 030 TU 13. Cette locomotive américaine de la dernière guerre mondiale était présentée de manière statique. Elle a été transférée à Sotteville-lès-Rouen en 2022, pour exposition dans un futur musée ferroviaire.

## Projets
Le 19 mars 2003, Réseau ferré de France décréta la fermeture administrative de la ligne Caen-Flers.
Finalement, le 12 décembre 2006, le conseil régional de Basse-Normandie a pris la décision de sauver la ligne. Dans un premier temps, elle servira à l'exploitation d'un train touristique. Par la suite, une exploitation TER périurbaine sera assurée. L'expérience Regiorail fournit de nombreux exemples avec des matériels performants et particulièrement bien adaptés à ce type de ligne comme l'automotrice Alstom LHB Coradia LINT.
Le 25 juin 2009, le conseil régional de Basse-Normandie a adopté un plan Rail 2020. Celui-ci prévoit dans un premier temps d’exploiter de la section entre Caen et le viaduc de Clécy pour un usage touristique. À plus long terme (horizon 2020), l’étude de la remise en circulation totale de la ligne Caen-Flers est envisagé. Lors de la réunion du comité de pilotage de cette étude du 4 février 2010, il a été décidé qu'un train touristique sera expérimenté entre Berjou-Pont-Érambourg et Cerisy-Belle-Étoile à partir de l'été 2011. Parallèlement à la voie ferrée, une voie verte sera réalisée entre Caen et Clécy grâce à des financements du conseil général qui réclame l'aménagement de cette infrastructure depuis plus de 20 ans.
Le 5 juillet 2013, la voie verte de la Suisse Normande est inaugurée, elle est aménagée parallèlement aux rails et doit relier Caen à Clécy, soit une longueur de 39 km. Un premier tronçon est ouvert jusqu'à Grimbosq. Celle ci a été prolongée à Thury-Harcourt en 2014, puis jusque Clécy et le viaduc de la Lande en 2015.
En septembre 2021, la région Normandie annonce la réflexion sur la réouverture de cinq lignes dont la ligne SNCF Caen-Flers. La réouverture complète de la ligne est chiffée à 1,028 milliard d’euros, la remise en service d'un premier tronçon est envisagé de Caen à Thury-Harcourt pour un coût de 220 millions d'euros. Aucune date n'a cependant été avancée, la région préférant prioriser la réouverture de lignes plus importantes comme la section Rouen - Louviers. Cette réouverture ne devrait pas entrainer la disparition de la voie verte, la ligne ayant été construite en partie en double voie une coexistence est possible, néanmoins une sécurisation devra être réalisée.

## Sources